# Ед Вествик
Ед Вествик (енгл. Ed Westwick; Стивениџ, 27. јун 1987) је енглески глумац и музичар најпознатији по улози Чака Баса у тинејџерској серији Трачара. Глумио је у филмовима као што су: S. Darko, Chalet Girl, и J. Edgar.

## Детињство и младост
Рођен је у граду Стивениџ у Енглеској од мајке Керол, васпитног психолога и оца Питера Вествика, факултетског професора. Одрастао је у истом граду у ком је рођен, а био је и члан National Youth Theatre у Лондону. Присталица је ФК Челси.

## Каријера
Своју рану глумачку и телевизијску каријеру започео је улогом Холдена у ТВ серији Doctors, затим се као Џони Кјулин појављује у британском ТВ шоу Casualty и као Дарен у британској драма серији Afterlife.
2007. године је добио улогу у тинејџерској серији Трачара, где глуми младог женскароша Чака Баса. Управо ова серија, у којој глуми амбициозног тинејџера који има једног пријатеља, Нејта Арчибалда, и који као и Блер Валдорф ради све да оствари своје циљеве, донела му је велику популарност.
2009. године добија улогу у филму Donnie Darko, а такође је гостовао и у трећој сезони серије Californication, која се приказивала на америчкој телевизији Showtime, где је глумио младог студента фасцинираног литературом о вампирима.
У мају 2009. године, понуђена му је главна улога у филму Оркански висови где би играо Хитклифа. Међутим, у јануару 2010. године пројекат иде у руке другог редитеља који је направио измене у глумачкој постави па је Вествик остао без улоге.
У јануару 2011. године је глумио у филму Клинта Иствуда J. Edgar, где је главни глумац Леонардо Дикаприо. У филму се говори о Џону Едгару Хуверу, контроверзном првом директору ФБИ. Исте је године глумио у романтичној комедији Chalet Girl, где је глумио главну улогу у пару са Фелисити Џонс.
Требало би да глуми и у новој адаптацији Ромеа и Јулије где би глумио Јулијиног рођака Тибалда.

## Награде и постигнућа
Као резултат успеха серије Трачара, нашао се на листи „Најзгоднији мушкарци“ за 2008. годину по избору Пипл магазина, а следеће године, заједно са главном глумачком екипом серије Трачара, нашао се на листи 100 најлепших.
2008. и 2009. године је добио награду „Најбољи ТВ зликовац“, по избору тинејџера (Teen Choice Awards), а 2010. године, по избору мушког магазина GQ, је проглашен за „најбољег младог талента“. Магазин Entertainment Weekly је Едов лик, Чака Баса, прогласио за „најбоље обучен ТВ лик“ у 2008. години, заједно са ликом Лејтона Мистера, Блер Валдорф. Такође, он и Лејтон су добили награду „Најбољи перформанси“.
2008. године Вествик је постао заштитно лице америчке компаније спортске обуће K-Swis, чиме постаје други члан глумачке поставе серије Трачара који је заштитно лице неке спортске компаније (Лејтон Мистер је заштитно лице спортске компаније Рибок, где рекламира њихове нове Top Down патике).

## Лични живот
Вествик је крајем 2008. године почео да излази са колегиницом Џесиком Зор која у серији Трачара игра лик Ванесе. Растали су се у мају 2010. године када је Вествик рекао: „девојке су и више од главобоље“. Поново су се зближили током снимања четврте сезоне серије Трачара, у августу 2010. године. У фебруару 2011. године званично су обновили везу.
Поред глуме, Вествик је и члан инди рок групе The Filthy Youth, коју је он саставио, а остатак групе чине Benjamin Lewis Allingham , David "Gattman" Gatt, Jimmy Wright, Tom Bastiani и John Vooght. Док је он углавном неактиван у бенду, највише због тога што жели да се фокусира на глуму и његову каријеру као глумца, остали чланови групе су и даље у Уједињеном Краљевству. Изразио је и жељу да оснује нову групу у Њујорку.

### Оптужбе за силовање
У новембру 2017. године оптужбе за силовање су одвојено изнеле три жене. Све три тврде да су се инциденти догодили 2014. године. Вествик је објавио изјаву описујући наводе као "непроверене и неистините", а даље је изјавио: "Никада ни на који начин нисам присиљавао ниједну жену. Сигурно никада нисам починио силовање “. У јулу 2018. окружни тужилац Лос Анђелеса објавио је да Вествик неће бити процесуиран у вези са наводима силовања и сексуалних напада. Тужиоци су рекли да сведоци које су идентификовале прве две наводне жртве "нису у стању да пруже информације које би омогућиле тужилаштву да докаже било који инцидент ван разумне сумње", а тужиоци нису у могућности да контактирају са трећим подносиоцем захтева. Тужиоци су такође приметили да додатне тврдње других појединаца неће бити разматране због тога што су изван граница земље.